# Saribia tepahi
Saribia tepahi is een vlindersoort uit de familie van de prachtvlinders (Riodinidae), onderfamilie Nemeobiinae.
Saribia tepahi werd in 1833 beschreven door Boisduval.